# Koinocystis lacustris
Koinocystis lacustris är en plattmaskart som beskrevs av Meixner 1926. Koinocystis lacustris ingår i släktet Koinocystis och familjen Koinocystididae. Inga underarter finns listade i Catalogue of Life.